# Flaga Debalcewa
Flaga Debalcewa – symbol miasta Debalcewo zatwierdzony uchwałą Rady Miasta nr 25/18 z 25 lutego 1998 roku.

## Symbolika
Flaga w proporcjach 2:3 przedstawia dwa poziome pasy: czerwony i zielony, między które do ⅕ szerokości proporca wchodzi klin koloru czarnego. Kolor czerwony oznacza siłę, moc i godność; zielony – nadzieję, radość i obfitość; czarny – mądrość.